# Stävmyrkottskaktus
Stävmyrkottskaktus (Ariocarpus scaphirostris) är en suckulent växt inom släktet Ariocarpus och familjen kaktusväxter.
Arten förekommer i Mexiko i delstaten Nuevo León. Utbredningsområdet är uppskattningsvis 12 km² stort. Stävmyrkottskaktus ingår i buskskogar. Endast en liten del av växten syns ovanför marken.
Några exemplar plockas som prydnadsväxter. Beståndet hotas även av gruvdrift. IUCN listar arten som starkt hotad (EN).